# Карвово (Кольненський повіт)
Карвово (пол. Karwowo) — село в Польщі, у гміні Стависьки Кольненського повіту Підляського воєводства.
Населення — 167 осіб (2011).
У 1975-1998 роках село належало до Ломжинського воєводства.

## Демографія
Демографічна структура станом на 31 березня 2011 року:
|          | Загалом | Допрацездатний вік | Працездатний вік | Постпрацездатний вік |
| -------- | ------- | ------------------ | ---------------- | -------------------- |
| Чоловіки | 87      | 21                 | 53               | 13                   |
| Жінки    | 80      | 16                 | 45               | 19                   |
| Разом    | 167     | 37                 | 98               | 32                   |